# 喬皮喬皮山
14°48′40″S 72°34′21″W / 14.81111°S 72.57250°W
喬皮喬皮山（Chawpi Chawpi），是秘魯的山峰，位於該國南部阿雷基帕大區的拉烏尼翁省，屬於安第斯山脈的一部分，處於尤拉赫蓬塔山西南面，海拔高度約5,200米。